# Fotbollsallsvenskans maratontabell
Fotbollsallsvenskans maratontabell är en ackumulerad tabell som Svenska Fotbollförbundet sammanställer över samtliga färdigspelade säsonger av Fotbollsallsvenskan, från och med säsongen 1924/1925.
Tabellen använder trepoängssystemet, med tre poäng för seger, som infördes i allsvenskan 1990. Fram till 1989 gav seger två poäng. Tabellen använder även målskillnad, vilket använts för att särskilja lag på lika poäng sedan säsongen 1941/1942. Målkvot användes till och med säsongen 1940/1941.

## Sammanfattning efter säsongen 2024
Efter säsongen 2024 gäller följande:
Malmö FF har tagit flest poäng totalt med flest vinster och bäst målskillnad, IFK Göteborg har gjort flest mål och AIK har deltagit flest säsonger samt har flest förluster, flest oavgjorda matcher och även flest insläppta mål. De främsta sex klubbarna spelar i högsta divisionen säsongen 2024 och de främsta sju klubbarna är, tillsammans med Östers IF och BK Häcken, de enda klubbarna som sammanlagt har vunnit fler matcher än de har förlorat.

## Säsongerna 1924/1925–2024
| Pos | S  | Lag                 | SM   | V    | O   | F   | GM   | IM   | MS    | P    | Liga                                     |
| --- | -- | ------------------- | ---- | ---- | --- | --- | ---- | ---- | ----- | ---- | ---------------------------------------- |
| 1   | 89 | Malmö FF            | 2189 | 1107 | 550 | 532 | 3963 | 2532 | +1431 | 3871 | Spelar i Allsvenskan 2025                |
| 2   | 92 | IFK Göteborg        | 2241 | 1040 | 543 | 658 | 4046 | 2981 | +1065 | 3663 | Spelar i Allsvenskan 2025                |
| 3   | 96 | AIK                 | 2337 | 1016 | 609 | 712 | 3838 | 3085 | +753  | 3657 | Spelar i Allsvenskan 2025                |
| 4   | 84 | IFK Norrköping      | 2047 | 887  | 503 | 657 | 3577 | 2924 | +653  | 3164 | Spelar i Allsvenskan 2025                |
| 5   | 81 | IF Elfsborg         | 1996 | 824  | 495 | 677 | 3356 | 3010 | +346  | 2967 | Spelar i Allsvenskan 2025                |
| 6   | 69 | Djurgårdens IF      | 1733 | 734  | 418 | 581 | 2751 | 2366 | +385  | 2620 | Spelar i Allsvenskan 2025                |
| 7   | 69 | Helsingborgs IF     | 1683 | 726  | 364 | 593 | 3055 | 2617 | +438  | 2542 | Spelar i Superettan 2025                 |
| 8   | 56 | Hammarby IF         | 1412 | 512  | 342 | 558 | 2121 | 2224 | −103  | 1875 | Spelar i Allsvenskan 2025                |
| 9   | 56 | Halmstads BK        | 1409 | 481  | 372 | 556 | 1939 | 2137 | −198  | 1815 | Spelar i Allsvenskan 2025                |
| 10  | 56 | Örgryte IS          | 1306 | 487  | 321 | 498 | 2153 | 2048 | +105  | 1782 | Spelar i Superettan 2025                 |
| 11  | 53 | Örebro SK           | 1338 | 469  | 343 | 526 | 1815 | 2010 | −195  | 1750 | Spelar i Superettan 2025                 |
| 12  | 55 | Gais                | 1283 | 478  | 300 | 505 | 2005 | 2063 | −58   | 1734 | Spelar i Allsvenskan 2025                |
| 13  | 37 | Kalmar FF           | 998  | 357  | 259 | 382 | 1252 | 1380 | −128  | 1330 | Spelar i Superettan 2025                 |
| 14  | 33 | Östers IF           | 794  | 295  | 231 | 268 | 1166 | 1014 | +152  | 1116 | Spelar i Allsvenskan 2025                |
| 15  | 34 | Landskrona BoIS     | 800  | 261  | 194 | 345 | 1207 | 1501 | −294  | 977  | Spelar i Superettan 2025                 |
| 16  | 24 | BK Häcken           | 683  | 260  | 180 | 243 | 1074 | 962  | +112  | 960  | Spelar i Allsvenskan 2025                |
| 17  | 32 | Degerfors IF        | 748  | 258  | 175 | 315 | 1118 | 1264 | −146  | 949  | Spelar i Allsvenskan 2025                |
| 18  | 20 | Åtvidabergs FF      | 512  | 177  | 118 | 217 | 713  | 766  | −53   | 649  |                                          |
| 19  | 21 | Sandvikens IF       | 471  | 165  | 81  | 225 | 775  | 948  | −173  | 576  | Spelar i Superettan 2025                 |
| 20  | 18 | Trelleborgs FF      | 476  | 134  | 121 | 221 | 552  | 766  | −214  | 523  | Spelar i Superettan 2025                 |
| 21  | 20 | GIF Sundsvall       | 528  | 116  | 147 | 265 | 581  | 915  | −334  | 495  | Spelar i Superettan 2025                 |
| 22  | 18 | IK Brage            | 408  | 126  | 109 | 173 | 493  | 655  | −162  | 487  | Spelar i Superettan 2025                 |
| 23  | 16 | IK Sleipner         | 352  | 137  | 61  | 154 | 702  | 738  | −36   | 472  |                                          |
| 24  | 16 | Gefle IF            | 434  | 116  | 119 | 199 | 488  | 710  | −222  | 467  | Spelar i Ettan Norra 2025                |
| 25  | 13 | Mjällby AIF         | 370  | 118  | 96  | 156 | 425  | 506  | −81   | 450  | Spelar i Allsvenskan 2025                |
| 26  | 11 | IK Sirius           | 314  | 94   | 74  | 146 | 392  | 533  | −141  | 356  | Spelar i Allsvenskan 2025                |
| 27  | 13 | IFK Malmö           | 297  | 90   | 63  | 144 | 428  | 619  | −191  | 333  |                                          |
| 28  | 14 | IFK Eskilstuna      | 317  | 86   | 59  | 172 | 560  | 850  | −290  | 317  |                                          |
| 29  | 12 | Jönköpings Södra IF | 280  | 81   | 71  | 128 | 392  | 568  | −176  | 314  | Spelar i Ettan Södra 2025                |
| 30  | 10 | Västra Frölunda IF  | 240  | 64   | 65  | 111 | 266  | 395  | −129  | 257  |                                          |
| 31  | 11 | IS Halmia           | 244  | 61   | 48  | 135 | 351  | 539  | −188  | 231  |                                          |
| 32  | 8  | IF Brommapojkarna   | 236  | 56   | 51  | 129 | 245  | 430  | −185  | 219  | Spelar i Allsvenskan 2025                |
| 33  | 6  | Östersunds FK       | 180  | 56   | 45  | 79  | 221  | 274  | −53   | 213  | Spelar i Superettan 2025                 |
| 34  | 8  | Gårda BK            | 176  | 53   | 52  | 71  | 233  | 324  | −91   | 211  |                                          |
| 35  | 5  | IFK Sundsvall       | 130  | 36   | 37  | 57  | 161  | 236  | −75   | 145  |                                          |
| 36  | 4  | Varbergs BoIS       | 120  | 30   | 30  | 60  | 137  | 206  | −69   | 120  | Spelar i Superettan 2025                 |
| 37  | 5  | Falkenbergs FF      | 150  | 29   | 30  | 91  | 158  | 305  | −147  | 117  | Spelar i Superettan 2025                 |
| 38  | 3  | IFK Värnamo         | 90   | 30   | 23  | 37  | 101  | 121  | −20   | 113  | Spelar i Allsvenskan 2025                |
| 39  | 5  | Västerås SK         | 126  | 29   | 22  | 75  | 127  | 260  | −133  | 109  | Spelar i Superettan 2025                 |
| 40  | 3  | Syrianska FC        | 90   | 20   | 16  | 54  | 88   | 153  | −65   | 76   |                                          |
| 41  | 2  | Råå IF              | 44   | 16   | 8   | 20  | 66   | 85   | −19   | 56   |                                          |
| 42  | 2  | Ljungskile SK       | 56   | 11   | 11  | 34  | 54   | 109  | −55   | 44   | Spelar i Ettan Södra 2025                |
| 43  | 2  | AFC Eskilstuna      | 60   | 8    | 16  | 36  | 51   | 110  | −59   | 40   | Spelar i Ettan Norra 2025                |
| 44  | 2  | Westermalms IF      | 44   | 10   | 7   | 27  | 69   | 120  | −51   | 37   |                                          |
| 45  | 1  | Umeå FC             | 26   | 8    | 6   | 12  | 35   | 45   | −10   | 30   | Spelar i Superettan 2025                 |
| 46  | 2  | IFK Uddevalla       | 44   | 6    | 12  | 26  | 58   | 114  | −56   | 30   |                                          |
| 47  | 2  | Hallstahammars SK   | 44   | 6    | 12  | 26  | 56   | 114  | −58   | 30   |                                          |
| 48  | 2  | Stattena IF         | 44   | 8    | 4   | 32  | 58   | 155  | −97   | 28   |                                          |
| 49  | 1  | Motala AIF          | 33   | 6    | 7   | 20  | 35   | 68   | −33   | 25   |                                          |
| 50  | 1  | Dalkurd FF          | 30   | 6    | 6   | 18  | 30   | 57   | −27   | 24   |                                          |
| 51  | 1  | Redbergslids IK     | 22   | 5    | 5   | 12  | 35   | 60   | −25   | 20   | Nedlagd eller ihopslagen med annan klubb |
| 52  | 1  | Ludvika FFI         | 22   | 6    | 2   | 14  | 30   | 56   | −26   | 20   | Nedlagd eller ihopslagen med annan klubb |
| 53  | 1  | IK Oddevold         | 26   | 5    | 4   | 17  | 20   | 43   | −23   | 19   | Spelar i Superettan 2025                 |
| 54  | 1  | IFK Luleå           | 22   | 4    | 6   | 12  | 20   | 44   | −24   | 18   |                                          |
| 55  | 1  | IF Saab             | 26   | 4    | 6   | 16  | 26   | 53   | −27   | 18   | Nedlagd eller ihopslagen med annan klubb |
| 56  | 1  | Reymersholms IK     | 22   | 4    | 4   | 14  | 27   | 57   | −30   | 16   |                                          |
| 57  | 1  | Norrby IF           | 22   | 3    | 6   | 13  | 30   | 52   | −22   | 15   | Spelar i Ettan Södra 2025                |
| 58  | 1  | BK Derby            | 26   | 3    | 6   | 17  | 18   | 53   | −35   | 15   |                                          |
| 59  | 1  | Assyriska FF        | 26   | 4    | 2   | 20  | 17   | 52   | −35   | 14   | Spelar i Ettan Norra 2025                |
| 60  | 1  | Brynäs IF           | 26   | 2    | 8   | 16  | 27   | 63   | −36   | 14   |                                          |
| 61  | 1  | Enköpings SK        | 26   | 3    | 5   | 18  | 22   | 59   | −37   | 14   | Spelar i Ettan Norra 2025                |
| 62  | 1  | Högadals IS         | 22   | 3    | 3   | 16  | 24   | 56   | −32   | 12   |                                          |
| 63  | 1  | Västerås IK         | 22   | 2    | 5   | 15  | 21   | 66   | −45   | 11   |                                          |
| 64  | 1  | IFK Holmsund        | 22   | 3    | 1   | 18  | 24   | 79   | −55   | 10   |                                          |
| 65  | 1  | Sandvikens AIK      | 22   | 2    | 1   | 19  | 24   | 72   | −48   | 7    |                                          |
| 66  | 1  | IK City             | 22   | 1    | 4   | 17  | 32   | 83   | −51   | 7    |                                          |
| 67  | 1  | Billingsfors IK     | 22   | 0    | 3   | 19  | 28   | 84   | −56   | 3    | Nedlagd eller ihopslagen med annan klubb |

## Om tabellen
Tabellen är beräknade utifrån följande principer:
- En seger ger tre poäng i denna sammanställning, oavsett om segrar har gett två eller tre poäng den säsong som matchen spelades.
- Oavgjorda matcher ger en poäng.
- Resultat som har tilldömts efter att matcherna är spelade, och tilldömda poängavdrag, är medräknade i tabellen.[3]
- Enligt tidigare principer har inte matcherna i Mästerskapsserien 1991 och 1992 medräknats.[4]

### Matcher som har fått resultat fastställt i efterhand
Följande matcher har antingen avbrutits, eller av annat skäl fått resultat tilldömt eller ändrat i efterhand i den Allsvenska historien:
- 1931 vägrade IFK Göteborg att spela matchen hemma mot Sandvikens IF på utsatt tid, på grund av hetta. Matchen spelades visserligen senare samma kväll (4–2), men Fotbollsförbundet godkände inte detta och tilldömde Sandviken segern på WO. Resultatet sattes till 0–0, men segern tilldömdes SIF som fick två poäng.[5]
- 1933 diskvalificerades Malmö FF efter höstens 13 omgångar på grund av brott mot amatörbestämmelserna.[5] Malmö FF flyttades ned till Division 2 (som då var divisionen under Allsvenskan) nästkommande säsong, styrelsen stängdes av fram till 1937, och de 13 matcher som hade spelats annullerades i sin helhet.[6] De annullerade matcherna var: MFF–Gais 3–5, Elfsborg–MFF 3–0, MFF–Helsingborg 2–4, MFF–Elfsborg 6–2, MFF–Örgryte 3–4, IFK Göteborg–MFF 5–0, Gefle IF–MFF 0–2, Halmstads BK–MFF 2–0, AIK–MFF 5–0, MFF–Halmstad 2–1, MFF–IFK Göteborg 1–3, MFF–IFK Eskilstuna 5–2, MFF–Gefle 3–2.
- 1944 använde AIK den ej spelklare Erik Svensson i sista omgångens bortamatch mot Degerfors IF. Matchresultatet ändrades från 1–3 till 0–0, men Degerfors tillerkändes segern, och fick därmed 2 poäng. AIK tappade andraplatsen till IF Elfsborg på grund av detta. Degerfors placering ändrades inte.[5]
- 1995 avbröt domaren Anders Frisk matchen mellan Djurgårdens IF och Halmstads BK, i 63:e minuten vid ställningen 0–2, efter oroligheter bland publik. Halmstad tilldömdes segern med 3–0.[5]
- 2001 dömdes IF Elfsborg som förlorare med 0–3 i fyra matcher, för att ha spelat med en icke godkänd spelare, Johan Karlsson.[7] De resultat som ändrades var hemmamatcher mot Hammarby IF (0–1 till 0–3) och Örgryte IS (0–0 till 0–3), samt bortamatcherna mot Helsingborgs IF (1–1 till 3–0) och Trelleborgs FF (5–3 till 3–0).[7]
- 2004. Efter säsongens slut fattade Svenska Fotbollsförbundets Tävlingsutskott beslut i två likartade ärenden gällande spel med otillåtna utländska spelare. I matchen GIF Sundsvall–Örgryte IS (slutade 1–1 efter full tid) beslutades att GIF Sundsvall tilldömdes segern med 3–0. Anmälan mot Malmö FF:s Afonso Alves lämnades utan bifall. GIF Sundsvall gick därmed om Örebro SK i tabellen. Örgrytes placering förändrades inte.[8]
- Ett lag har tilldömts poängavdrag utan att resultaten har ändrats (Hammarby IF, 2006, efter att åskådare tog sig in på planen i matchen mot Djurgårdens IF), vilket är medräknat i tabellen. Poängavdraget var tre poäng, vilket motsvarade en seger detta år.[2][9] För Hammarby stämmer därför inte poängen med antal segrar och oavgjorda.
- 2011 Matchen Syrianska FC–AIK bröts på grund av att pyroteknik (så kallat knallskott) kastats in på planen och landat i närheten av en assisterande domare. Syrianska tilldömdes segern med 3–0.[10]
- Samma år avbröts Malmö FF–Helsingborgs IF, vid ställningen 0–1, återigen efter att knallskott hade kastats in, samt att Helsingborgs målvakt därefter hade attackerats av en åskådare. Helsingborg tilldömdes segern med 3–0.[10]
- Även en tredje match avbröts, Malmö FF–Djurgårdens IF, på grund av pyroteknik. Då inget lag kunde bevisas ansvara för detta så spelades matchen om. Malmö FF vann omspelet med 1–0.[10]
- 2013 ledde inkastade föremål till att matchen mellan Djurgårdens IF och Mjällby IF avbröts i 37:e minuten, vid ställningen 0–1. Mjällby tilldömdes segern med 3–0.[10]
- 2014 avbröts premiären mellan Helsingborgs IF och Djurgårdens IF, sedan en Djurgårdssupporter hade dödats utanför arenan. Resultatet fastställdes till det vid avbrottet gällande 1–1.[10]
- 2016 avbröts IFK Göteborg–Malmö FF i 77:e minuten vid ställningen 0–0, efter att pyroteknik hade kastats in på planen, och landat i närheten av den assisterande domaren. Malmö FF tilldömdes segern med 3–0.[11]
- Samma år bröts matchen Jönköping Södra IF–Östersunds FK i 90:e minuten, vid ställningen 1–1, på grund av åskådare på planen. Efter överklaganden fastställde Besvärsnämnden resultatet till det vid avbrottet gällande 1–1.[12]